# Penetrantia operculata
Penetrantia operculata is een mosdiertjessoort uit de familie van de Penetrantiidae. De wetenschappelijke naam van de soort is voor het eerst geldig gepubliceerd in 1969 door Soule & Soule.